# شنتارو ناغو
شنتارو ناغو (باليابانية: 名古 新太郎) (مواليد 17 أبريل 1996) هو لاعب كرة قدم ياباني.

## وصلات خارجية
- شنتارو ناغو على موقع رابطة كرة القدم اليابانية للمحترفين (اليابانية)
- شنتارو ناغو على موقع إي إس بي إن إف سي (الإنجليزية)
- شنتارو ناغو على موقع قاعدة بيانات كرة القدم.إي يو (الإنجليزية)
- شنتارو ناغو على موقع Soccerway.com (الإنجليزية)
- شنتارو ناغو على موقع عالم كرة القدم.نت (الإنجليزية)